# Se un senso c'è
Se un senso c'è è un singolo del cantautore italiano Holden, pubblicato il 4 novembre 2020 come primo estratto dal primo album in studio Prologo.

## Descrizione
Il brano è scritto, composto e prodotto dallo stesso cantautore.

## Video musicale
Il video musicale, diretto da Claudia De Nicolò, è stato pubblicato in anteprima il 9 novembre 2020 attraverso il canale YouTube del cantautore.

## Tracce
Testi e musiche di Joseph Carta.
1. Se un senso c'è – 3:32